# Liberty 〜The days in New York〜
『Liberty 〜The days in New York〜』(リバティ ザ デイズ イン ニューヨーク)は、UP-BEATのミュージック・ビデオである。

## 解説
ライブハウスRITZでのライブイベントに参加するために訪れたニューヨークでの模様を収録。

## 収録曲
| #  | タイトル       | 作詞 | 作曲・編曲 |
| -- | -------------- | ---- | ---------- |
| 1. | 「Sleep Time」 |      |            |
| 2. | 「Long Away」  |      |            |
| 3. | 「NEVER DIE」  |      |            |
| 4. | 「ALL RIGHT」  |      |            |